# Finlandia Cup (Badminton)
Der Finlandia Cup war ein Badmintonmannschaftswettbewerb für Sportler der Altersklasse U19 aus Ländern der europäischen B-Gruppe. 2005 diente er als Qualifikation für die Badminton-Junioreneuropameisterschaften. Der Finlandia Cup fand erstmals 1984 statt und wurde bis 2006 im zweijährigen Rhythmus ausgetragen.

## Sieger
| Nr. | Jahr | Ort, Land                  | Sieger     |
| --- | ---- | -------------------------- | ---------- |
| 1   | 1984 | Lausanne, Schweiz          | Norwegen   |
| 2   | 1986 | Budapest, Ungarn           | UdSSR      |
| 3   | 1988 | Cardiff, Wales             | Irland     |
| 4   | 1990 | Pressbaum, Österreich      | Österreich |
| 5   | 1992 | Kladno, ČSSR               | BRD        |
| 6   | 1994 | Kladno, ČSSR               | Bulgarien  |
| 7   | 1996 | Caldas da Rainha, Portugal | Schottland |
| 8   | 1998 | Helsinki, Finnland         | Finnland   |
| 9   | 2000 | Pressbaum, Österreich      | Finnland   |
| 10  | 2002 | Ljubljana, Slowenien       | Slowenien  |
| 11  | 2004 | Wien, Österreich           | Tschechien |
| 12  | 2006 | Prešov, Slowakei           | Estland    |

## Detailergebnisse

### 1. Finlandia Cup 1984
- 1.  Norwegen
- 2.  Finnland
- 3.  Polen
- 4.  Wales
- 5.  Irland
- 6.  Österreich
- 7.  Island
- 8.  Ungarn
- 9.  Schweiz
- 10.  Belgien

### 2. Finlandia Cup 1986
- 1.  Sowjetunion
- 2.  Finnland
- 3.  Irland
- 4.  Polen
- 5.  Norwegen
- 6.  Island
- 7.  Ungarn
- 8.  Österreich
- 9.  Wales
- 10.  Belgien
- 11.  Schweiz
- 12.  Spanien

### 3. Finlandia Cup 1988
- 1.  Irland
- 2.  Polen
- 3.  Norwegen
- 4.  Österreich
- 5.  Wales
- 6.  Finnland
- 7.  Island
- 8.  Ungarn
- 9.  Belgien
- 10.  Frankreich
- 11.  Schweiz
- 12.  Portugal
- 13.  Spanien

### 4. Finlandia Cup 1990
- 1.  Österreich
- 2.  Polen
- 3.  Frankreich
- 4.  Irland
- 5.  Wales
- 6.  Finnland
- 7.  Schweiz
- 8.  Norwegen
- 9.  Belgien
- 10.  Portugal
- 11.  Ungarn
- 12.  Bulgarien
- 13.  Island
- 14.  Tschechoslowakei
- 15.  Spanien
- 16.  Italien
- 17.  Jugoslawien

### 5. Finlandia Cup 1992
- 1.  Deutschland
- 2.  Norwegen
- 3.  Island
- 4.  Finnland
- 5.  Wales
- 6.  Irland
- 7.  Schweiz
- 8.  Frankreich
- 9.  Ungarn
- 10.  Belgien
- 11.  Österreich
- 12.  Spanien
- 13.  Portugal
- 14.  Tschechoslowakei
- 15.  Bulgarien
- 16.  Rumänien
- 17.  Slowenien
- 18.  Italien

### 6. Finlandia Cup 1994
- 1.  Bulgarien
- 2.  Finnland
- 3.  Island
- 4.  Schweiz
- 5.  Slowenien
- 6.  Tschechien
- 7.  Ungarn
- 8.  Frankreich
- 9.  Portugal
- 10.  Belgien
- 11.  Spanien
- 12.  Zypern
- 13.  Rumänien
- 14.  Slowakei
- 15.  Estland

### 7. Finlandia Cup 1996
- 1.  Schottland
- 2.  Frankreich
- 3.  Schweiz
- 4.  Belgien
- 5.  Slowenien
- 6.  Spanien
- 7.  Wales
- 8.  Island
- 9.  Belarus
- 10.  Tschechien
- 11.  Slowakei
- 12.  Ungarn
- 13.  Italien
- 14.  Portugal
- 15.  Türkei
- 16.  Zypern

### 8. Finlandia Cup 1998
- 1.  Finnland
- 2.  Tschechien
- 3.  Slowakei
- 4.  Österreich
- 5.  Belarus
- 6.  Spanien
- 7.  Portugal
- 8.  Wales
- 9.  Belgien
- 10.  Island
- 11.  Ungarn
- 12.  Norwegen
- 13.  Litauen
- 14.  Italien
- 15.  Rumänien
- 16.  Estland
- 17.  Israel
- 18.  Moldau
- 19.  Zypern
- 20.  Lettland
- 21.  Armenien
- 22.  Griechenland
- 23.  Türkei

### 9. Finlandia Cup 2000
- 1.  Finnland
- 2.  Rumänien
- 3.  Spanien
- 4.  Portugal
- 5.  Irland
- 6.  Belarus
- 7.  Litauen
- 8.  Österreich
- 9.  Schweiz
- 10.  Wales
- 11.  Estland
- 12.  Belgien
- 13.  Slowenien
- 14.  Moldau
- 15.  Island
- 16.  Ungarn
- 17.  Norwegen
- 18.  Zypern
- 19.  Türkei
- 20.  Luxemburg

### 10. Finlandia Cup 2002
- 1.  Slowenien
- 2.  Belgien
- 3.  Estland
- 4.  Tschechien
- 5.  Portugal
- 6.  Schweiz
- 7.  Österreich
- 8.  Ungarn
- 9.  Belarus
- 10.  Spanien
- 11.  Island
- 12.  Griechenland
- 13.  Slowakei
- 14.  Irland
- 15.  Litauen
- 16.  Kroatien
- 17.  Zypern
- 18.  Türkei
- 19.  Wales
- 20.  Norwegen

### 11. Finlandia Cup 2004
- 1.  Tschechien
- 2.  Spanien
- 3.  Portugal
- 4.  Österreich
- 5.  Schweiz
- 6.  Türkei
- 7.  Kroatien
- 8.  Wales
- 9.  Island
- 10.  Slowakei
- 11.  Belarus
- 12.  Ungarn
- 13.  Estland
- 14.  Lettland
- 15.  Belgien
- 16.  Irland
- 17.  Zypern
- 18.  Moldau
- 19.  Norwegen
- 20.  Litauen
- 21.  Italien

### 12. Finlandia Cup 2006
- 1.  Estland
- 2.  Schweiz
- 3.  Türkei
- 4.  Kroatien
- 5.  Finnland
- 6.  Österreich
- 7.  Spanien
- 8.  Slowenien
- 9.  Irland
- 10.  Belgien
- 11.  Slowakei
- 12.  Litauen
- 13.  Belarus
- 14.  Norwegen
- 15.  Wales
- 16.  Ungarn
- 17.  Island
- 18.  Zypern
- 19.  Lettland